# 杨以山
杨以山（1915年—1995年），男，安徽六安人，中华人民共和国军事人物，中国人民解放军少将，曾任成都军区后勤部部长，第五届全国人大代表。